# Sugaya Risako
Sugaya Risako (菅谷 梨沙子 Sugaya Risako, Gian Cốc Lê Sa Tử) là một trong những ca sĩ hát chính trong nhóm Berryz Koubou của Hello! Project.

## Tiểu sử
Sugaya Risako đã gia nhập Hello! Project với tư cách là một trong 15 thành viên của Hello! Project Kids. Lần biểu diễn đầu tiên của cô ấy là trong bộ phim Minimoni ja Movie Okashi na Daibouken! với tư cách là một thành viên của 4KIDS, sau đó là trong Single 6th single của Minimoni.
Sugaya là một trong những nhân vật chính ở bộ phim Hotaru no Hoshi và bắt đầu lên vở kịch, Shonan Kawarayane Monogatari. Cô ấy cũng từng làm người mẫu cho Pichi Lemon, một tạp chí thời trang dành cho lứa tuổi học trung học, từ tháng 2, năm 2006 đến tháng 6, năm 2006.
Vào năm 2004, Sugaya là một trong 8 thành viên được chọn để hợp thành Berryz Koubou. Cô ấy là người trẻ nhất trong nhóm và cũng là một trong những ca sĩ hát chính.
Cô ấy là một thành viên của Little Gatas và bây giờ cô ấy là thành viên dự bị cho Gatas Brilhantes H.P.

## Photobooks
- [2006.10.11] Risako Bản mẫu:Amazon.jp
- [2007.07.20] pure+ Bản mẫu:Amazon.jp
- [2008.02.06] Ring3～リンリンリンッ！～ (Ring3 ~Rin Rin Rin!~) Bản mẫu:Amazon.jp

## Công việc khác

### Đóng phim
- [2002] ミニモニ。じゃム→ビ→お菓子な大冒険！ (Minimoni ja Movie Okashi na Daibouken!)
- [2004] ほたるの星 (Hotaru no Hoshi)

### Sân khấu kịch
- [2002] 湘南瓦屋根物語 (Shonan Kawarayane Monogatari)

### CMs
- [2003] 日本食肉消費総合センター (Japan Meat Information Service Center)

## Thông tin thêm
- Hello! Project Kids Audition song: Minimoni. Hinamatsuri! (Minimoni)
- Rất giỏi trong trò Puyo Puyo (một seri Video Game), và đã từng chiến thắng Kajiwara trong Music Fighter.
- Cô bạn thân nhất trong nhóm Berryz Koubou là Ishimura Maiha cho đến khi cô ấy rời khỏi nhóm vào năm 2005. Nghe đồn đến giờ Sugaya vẫn còn rất thân với Ishimura, dù trong nhóm Berrz Koubou cô ấy thân với Kumai Yurina.
- Có một cậu em trai.
- Nghệ sĩ ưa thích của cô ấy là UNJASH.
- Lần đầu tiên đến với buổi thử giọng của Hello! Project Kids, cô ấy đã xuất hiện với một cánh tay bó bột.
- Cô ấy đã "bị" chú ý khi làm rối tên mình trong lúc tự giới thiệu vì đã nói quá nhanh. Lúc đó cô ấy đã thốt ra từ "Sugaaskkodesu" hay "Sugayaskkodesu" gì đó. Cô ấy đã bị buộc phải lặp lại tên mình trên truyền hình, và cũng đã từng bị phê bình về việc đó trên phần phát sóng cuối cùng của Gyao's Hello Pro Hour.
- Cùng với Yajima Maimi, cô ấy là một trong hai thành viên của Hello! Project Kids xuất hiện trên tạp chí lớn.
- Cô ấy cũng là bạn thân của Suzuki Airi.
- Kể từ lúc Ishimura Maiha rời nhóm, Sugaya là một trong những thành viên của Berryz Koubou phải tốn nhiều thời gian vào vũ đạo.
- Trong Solo Event đầu tiên của mình, cô ấy nói rằng người đầu tiên mà cô ấy bắt chuyện trong buổi thử giọng của Hello! Project Kids chính là Suzuki Airi.